# BBV154
BBV154 — кандидат на вакцину проти COVID-19, який розробляється індійською компанією «Bharat Biotech», та застосовується інтраназально..

## Клінічні дослідження

### І-ІІ фаза
За рекомендацією суб'єктного експертного комітету при індійському агентстві лікарських засобів компанія «Bharat Biotech» планує провести клінічні дослідження І фази за участю 75 добровольців, після чого надати дані про безпеку та імуногенність на розгляд комітету, перед тим, як буде проводитись ІІ фаза клінічного дослідження.